# گواچتا
گواچتا (انگلیسی: Guachetá) نام شهری در کشور کلمبیا است.